# 土鶴鉄道
土鶴鉄道（どつるてつどう）は、山陽鉄道（現・山陽本線）土山駅から京都府舞鶴市への鉄道構想。
1892年（明治25年）公布の鉄道敷設法では、京阪神地域から日本海側有数の港湾都市であった舞鶴（当時は舞鶴町および新舞鶴町など）への敷設予定線として、京都府京都市から舞鶴へ至るルートと、兵庫県加古郡（土山付近）から舞鶴へ至るルートの2案が上げられていた。神戸市議会などは土鶴鉄道を検討したが合意には至らず、兵庫県下の政財界は大阪から舞鶴を目指す阪鶴鉄道を推進した。
1895年（明治28年）11月、瓜島福松・中谷清次郎ら52名が資本金100万円にて土鶴鉄道を発起し、山陽鉄道土山駅より国包・小野・社を経て阪鶴鉄道谷川駅に至る31マイルの鉄道敷設を出願したが、1897年（明治30年）2月、鉄道会議により申請が却下された。